# Marshall Teague
Marshall Teague (ur. 22 lutego 1921 roku w Daytona Beach, zm. 11 lutego 1959 roku w Daytona Beach) – amerykański kierowca wyścigowy.

## Kariera
W swojej karierze Teague startował jedynie w Stanach Zjednoczonych w NASCAR, AAA National Championship oraz USAC National Championship. W mistrzostwach AAA nigdy nie zdobywał punktów, a w USAC National Championship w sezonie 1957 dorobek 300 punktów dał mu osiemnaste miejsce w klasyfikacji generalnej. W serii NASCAR Grand National Marshall odnosił sukcesy w latach 1951-1952, jednak jego wyniki nie były zaliczane do klasyfikacji końcowej kierowców. W 1951 roku stawał siedmiokrotnie na podium, w tym pięciokrotnie na jego najwyższym stopniu. Rok później zwyciężał dwukrotnie. W latach 1953-1954 oraz 1957 Amerykanin startował w słynnym wyścigu Indianapolis 500 zaliczanym do klasyfikacji Formuły 1. Jego karierę przerwał wypadek w 1957 roku, kiedy to kawałek metalu rozciął jego kask, powodując poważne obrażenia. Do wyścigów już nie powrócił.

## Śmierć
Teague zginął podczas próby pobicia rekordu prędkości zrekonfigurowanego samochody Indy na torze Daytona International Speedway. Wcześniej 9 lutego Amerykanin ustanowił nieoficjalny rekord wynoszący 276,5 km/h. Dwa dni później podczas kolejnej próby jego samochód wpadł w poślizg przy prędkości ok. 230 km/h, samochód obrócił się, a kierowca został wyrzucony z bolidu. Zmarł na miejscu.

## Starty w Formule 1

### Tablica wyników
| Legenda oznaczeń w tabelach wyników Wyświetl szablon na nowej stronie | Legenda oznaczeń w tabelach wyników Wyświetl szablon na nowej stronie                                                                     |
| Oznaczenie                                                            | Wyjaśnienie |
| --------------------------------------------------------------------- | --- |
| Złoty                                                                 | Zwycięzca lub mistrzostwo |
| Srebrny                                                               | 2. miejsce lub wicemistrzostwo |
| Brązowy                                                               | 3. miejsce lub II wicemistrzostwo |
| Zielony                                                               | Ukończył, punktował (w klasyfikacji generalnej, gdy zdobył co najmniej jeden punkt na przestrzeni sezonu, poza trzema powyższymi opcjami) |
| Niebieski                                                             | Ukończył, nie punktował (w klasyfikacji generalnej, gdy nie zdobył co najmniej jednego punktu na przestrzeni sezonu)                      |
| Czerwony                                                              | Nie zakwalifikował się (NZ) |
| Czerwony                                                              | Nie prekwalifikował się (NPK) |
| Różowy                                                                | Nie ukończył (NU) |
| Różowy                                                                | Niesklasyfikowany (NS) (w klasyfikacji generalnej, gdy nie został sklasyfikowany w żadnym wyścigu sezonu)                                 |
| Czarny                                                                | Zdyskwalifikowany (DK) |
| Czarny                                                                | Wykluczony (WYK/EX) |
| Biały                                                                 | Nie wystartował (NW) |
| Biały                                                                 | Kontuzjowany (K/INJ) |
| Biały                                                                 | Wyścig odwołany (OD/C) |
| Bez koloru                                                            | Został wycofany (WYC/WD) |
| Bez koloru                                                            | Nie przybył (NP/DNA) |
| Bez koloru                                                            | Nie brał udziału w treningach (NT/DNP) |
| Bez koloru                                                            | Nie został zgłoszony (–) |
| Pogrubienie                                                           | Start z pole position |
| Kursywa                                                               | Najszybsze okrążenie wyścigu |
| †                                                                     | Nie ukończył, ale jego rezultat został zaliczony ze względu na przejechanie więcej niż 90% dystansu wyścigu.                              |
| *                                                                     | Sezon w trakcie |
| 1/2/3                                                                 | Punktowana pozycja w sprincie kwalifikacyjnym                                                                                             |
| Lista systemów punktacji Formuły 1                                    | |

| Rok  | Zespół       | Silnik      | Wyniki w poszczególnych eliminacjach | Wyniki w poszczególnych eliminacjach | Wyniki w poszczególnych eliminacjach | Wyniki w poszczególnych eliminacjach | Wyniki w poszczególnych eliminacjach | Wyniki w poszczególnych eliminacjach | Wyniki w poszczególnych eliminacjach | Wyniki w poszczególnych eliminacjach | Wyniki w poszczególnych eliminacjach | Punkty | Pozycja |
| ---- | ------------ | ----------- | ------------------------------------ | ------------------------------------ | ------------------------------------ | ------------------------------------ | ------------------------------------ | ------------------------------------ | ------------------------------------ | ------------------------------------ | ------------------------------------ | ------ | ------- |
| 1953 | Kurtis Kraft | Offenhauser | ARG                                  | 500                                  | NLD                                  | BEL                                  | FRA                                  | GBR                                  | DEU                                  | CHE                                  | ITA                                  | 0      | NS      |
| 1953 | Kurtis Kraft | Offenhauser | NU                                   |                                      |                                      |                                      |                                      |                                      |                                      |                                      |                                      | 0      | NS      |
| 1954 | Kurtis Kraft | Offenhauser | ARG                                  | 500                                  | BEL                                  | FRA                                  | GBR                                  | DEU                                  | CHE                                  | ITA                                  | ESP                                  | 0      | NS      |
| 1954 | Kurtis Kraft | Offenhauser | 15/NU                                |                                      |                                      |                                      |                                      |                                      |                                      |                                      |                                      | 0      | NS      |
| 1957 | Kurtis Kraft | Offenhauser | ARG                                  | MON                                  | 500                                  | FRA                                  | GBR                                  | DEU                                  | PES                                  | ITA                                  |                                      | 0      | 18      |
| 1957 | Kurtis Kraft | Offenhauser | 7                                    |                                      |                                      |                                      |                                      |                                      |                                      |                                      |                                      | 0      | 18      |

### Podsumowanie startów
| Ważne wyścigi     | Ważne wyścigi               |
| ----------------- | --------------------------- |
| Debiut            | Indianapolis 500 1953 (#1)  |
| Ostatni           | Indianapolis 500 1957 (#3)  |
| Najwyższe pozycje |                             |
| Kwalifikacje      | 22 ( Indianapolis 500 1953) |
| Wyścig            | 7 ( Indianapolis 500 1957)  |